# Marek Nawara

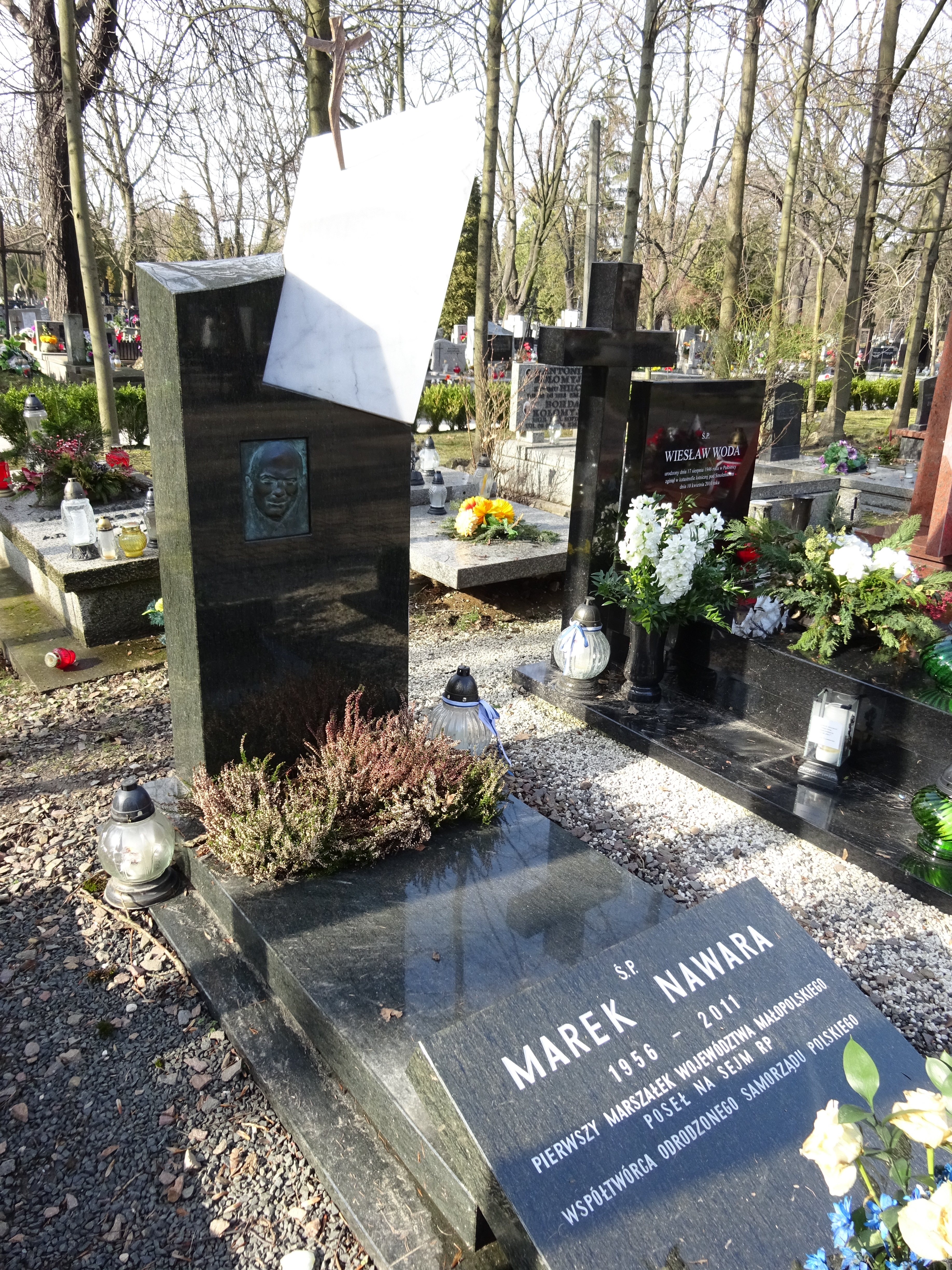
Grób Marka Nawary na cmentarzu Rakowickim w Krakowie

Marek Stanisław Nawara (ur. 18 kwietnia 1956 w Krakowie, zm. 25 maja 2011 w Batowicach) – polski polityk, inżynier i samorządowiec, poseł na Sejm III kadencji, marszałek województwa małopolskiego w latach 1998–2002 i ponownie od 2006 do 2010.

## Życiorys
Ukończył się w IX Liceum Ogólnokształcącym w Krakowie, a w 1980 studia magisterskie na Wydziale Metali Nieżelaznych Akademii Górniczo-Hutniczej w Krakowie. W 1997 został absolwentem studium podyplomowego z zarządzania firmą na Uniwersytecie Jagiellońskim. W latach 80. pracował jako zastępca kierownika zakładu badań metali i powłok w Ośrodku Badawczo-Rozwojowym Przemysłu Wyrobów Metalowych „Polmetal”.
W latach 1990–1998 był wójtem oraz radnym gminy Zielonki (początkowo z ramienia krakowskiego Komitetu Obywatelskiego). Reprezentował gminę w sejmiku samorządowym województwa krakowskiego, w którym pełnił funkcję przewodniczącego. W wyborach w 1993 bez powodzenia ubiegał się o mandat poselski z listy BBWR. W 1997 został wybrany posłem na Sejm III kadencji z listy Akcji Wyborczej Solidarność. Zrezygnował z mandatu, gdy w listopadzie 1998 po raz pierwszy objął stanowisko marszałka województwa małopolskiego. Funkcję tę sprawował do 2002, będąc w tym samym czasie radnym sejmiku małopolskiego.
W 1999 został współprzewodniczącym Komisji Wspólnej Rządu i Samorządu Terytorialnego. W pierwszej połowie 2000 przewodniczył Konwentowi Marszałków RP, był też przewodniczącym Komitetu Sterującego Kontraktu Wojewódzkiego oraz Komitetów Sterujących Programów Pomocowych Unii Europejskiej i Banku Światowego. W 2002 powołał lokalne ugrupowanie Wspólnota Małopolska, z listy którego uzyskał po raz drugi mandat radnego sejmiku.
W 2006 ponownie został wybrany na radnego (tym razem jako bezpartyjny kandydat z listy Prawa i Sprawiedliwości) i po raz drugi objął stanowisko marszałka województwa małopolskiego, stając na czele koalicji PiS-LPR-PSL. Gdy po kilku miesiącach liderzy PiS podjęli działania zmierzające do jego usunięcia z tej funkcji, razem z czterema innymi radnymi powołał w sejmiku klub radnych Wspólnoty Małopolskiej. W konsekwencji doszło do reorganizacji zarządu województwa i powstania nowej koalicji (WM-PSL-Platforma Obywatelska) z dominującą rolą PO i jednoczesnym utrzymaniem stanowiska marszałka przez Marka Nawarę.
Był członkiem Społecznego Komitetu Odnowy Zabytków Krakowa (SKOZK), pełnił funkcję przewodniczącego Małopolskiej Rady Innowacji.
20 lutego 2009 uległ wypadkowi na stoku w Alpach w Austrii, w wyniku czego doznał ciężkiego urazu głowy. Przez 35 dni pozostawał w śpiączce farmakologicznej, po wybudzeniu lekarze nie stwierdzili trwałego uszkodzenia pnia mózgu.
W 2010 prezydent RP Lech Kaczyński powołał go na członka Narodowej Rady Rozwoju. W tym samym roku bez powodzenia ubiegał się o reelekcję do sejmiku, a 2 grudnia tego samego roku na stanowisku marszałka województwa zastąpił go Marek Sowa.
Został pochowany w alei zasłużonych na cmentarzu Rakowickim w Krakowie (kwatera LXIX, pas C/2/1a).
Jego imieniem nazwano ulice w Krakowie (2017) i Batowicach (2022).

## Odznaczenia i wyróżnienia
- Krzyż Oficerski Orderu Odrodzenia Polski (2009)[11][12]
- Krzyż Kawalerski Orderu Odrodzenia Polski (2005)[13]
- Złoty Krzyż Zasługi (2000)[14]
- Odznaka Honorowa za Zasługi dla Samorządu Terytorialnego (pośmiertnie, 2015)[15]
- Honorowa Odznaka „Za Zasługi dla Województwa Krakowskiego” (1997)
- Wielki Oficer Orderu Zasługi (2008, Portugalia)[16]
- Nagroda im. Grzegorza Palki (2001)
- Srebrny Medal 600-lecia Odnowienia Akademii Krakowskiej (2000)
- „Człowiek Roku 2000” w plebiscycie „Gazety Krakowskiej”
- Tytuł honorowego obywatela gminy Mszana Dolna (2007)[17]
- Róża Franciszki Cegielskiej (2010) za zasługi dla rozwoju samorządności w Polsce[18]
- Złoty Medal Honorowy za Zasługi dla Województwa Małopolskiego (2011, pośmiertnie)[19]